# يوسف بن داوود اللبدي
يوسف بن داوود اللبدي هو أحد كبار تجار ليبيا في القرن الخامس الهجري، من لبدة شرق طرابلس. برز في تجارة التوابل والعقاقير والسلع الشرقية، وكان من أوائل المؤسسين لشبكات التجارة بين المغرب وبلاد الهند عبر البحر الأحمر.

## نشاطه التجاري
كان يوسف اللبدي فاعلًا في تجارة واسعة امتدت من شمال أفريقيا إلى اليمن ثم الهند. وتشير الوثائق التاريخية إلى أنه انتقل من الفسطاط إلى الهند في أواخر القرن الخامس الهجري، برفقة قافلة تجارية كبرى تضمنت بضائع مثل النحاس والعطور والمنسوجات السجاد والملبوسات المتنوعة وأواني من فضة، كما شارك في صفقات كبرى بين مصر وعدن وقاليقوط.
وقد عُثر على وثائق محفوظة ضمن مكتبة بودابست الأكاديمية، ووثائق الجنيزا اليهودية في القاهرة، تشير إلى وجود مراسلات بينه وبين تجار آخرين، من بينهم تاجر يُدعى عِمْران بن نشائيل، وهو ما يدل على مكانته في شبكة التجار المسلمين.

## علاقته بـاليهود وزواجه
تشير وثائق الجنيزا إلى أن يوسف اللبدي زوّج ابنته، بركات، لتاجر يهودي يُدعى أبوها من الهند، كان يقيم في الفسطاط سنة 454 هـ / 1062م. ونص العقد على مهر قدره 100 دينار ذهبي معجلة، وكان من أقدم عقود الزواج التي توثق التداخل الاجتماعي والتجاري بين المسلمين واليهود في القرن الخامس الهجري.

## توثيق اسمه في وثائق الجنيزا
ذُكر اسمه في وثيقة جنيزا مؤرخة بسنة 490 هـ / 1097م، واعتبره المستشرق غويتين أحد أبرز التجار المسلمين الذين ساهموا في بناء الجسر التجاري بين شمال أفريقيا والهند.

## وفاته
توفي يوسف اللبدي بعد سنة 491 هـ، ولم يذكر التاريخ تحديدًا دقيقًا لوفاته، لكن السياقات تشير إلى أنه عاش في النصف الثاني من القرن الخامس الهجري.